# جین فدرستون
جین فدرستون (متولد ۱۹۶۹) تهیه‌کننده تلویزیون انگلیسی و و بنیانگذار کمپانی تلویزیونی «سیستر پیکچرز» می‌باشد. قبل از آن، او مدیر اجرایی کمپانی تلویزیونی کودوس و معاون رئیس کمپانی درخشش بریتانیا بود، و اکنون بخشی از ''اندمول شاینینگ گروه'' را بر عهده دارد.

## زندگی‌نامه
فدرستون در مدرسه قدیم قصر و دانشگاه لیدز تحصیل کرد.
قبل از پیوستن به کمپانی کودوس، فدرستون دو فصل اول از دست زدن به شیطان و فیلم بی‌بی‌سی به نام سکس و مرگ ۲ را تولید کرد. او همچنین در شرکت فیلمسازی هت تریک کار می‌کرد که در آن سریال‌های این خط مشی کیست ؟ و من اخبار را برای شما فرستاده‌ام را تولید کرد.
فذرستون به کودوس در سال ۲۰۰۰ به عنوان رئیس مجموعه‌های درام پیوست. او در سال ۲۰۰۸ به عنوان مدیر خلاق و در سال ۲۰۰۱ مدیر اجرایی شرکت شد. او در کودوس، سریال‌های ماموران مخفی، زندگی در مریخ، خاکستر به خاکستر، آرمان شهر، تونل و دود را تولید کرد. اخیراً او مدیر اجرایی سریال رودخانه از ابی مورگان برای تولید مشترک بی‌بی‌سی۱ و نتفلیکس، هیومنز نوشته شده توسط جان برکلی و فیلم شبکه اسپوکس، خوب بزرگ را بوده‌است.
فدرستون شرکت تولیدکننده مستقل تولید سیستر پیکچرز را در نوامبر ۲۰۱۵ برای تولید سریال برای بینندگان بین‌المللی و داخلی تأسیس کرد. پروژه‌های فعلی سیستر شامل شکاف، توسط ابی مورگان برای بی‌بی‌سی۱، ترمز بینقص برای آی تی وی۱ با نقش آفرینی شریدان اسمیت، ''قدرت'' و دوجنسگرا برای کانال ۴ بریتانیا می‌باشد. سیستر پیکچرز تهیه‌کننده اجرایی سریال گل‌ها برای کانال ۴ و برادچرچ برای آی تی وی بوده‌است.
دیگر تولیدات فدرستون شامل هشدار (بی‌بی‌سی۱) و فصل اول و دوم ساعت (بی‌بی‌سی۲)، شیادها (بی‌بی‌سی۱)، تعمیرکار (آی تی وی۱) و سونامی: بعد از آن و مینی سریال چرنوبیل برای اچ بی او است.

## افتخارات
- همکار انجمن تلویزیون سلطنتی (2010)[۶]
- جایزه بهترین مشارکت در جشنواره مدیوم، زنان در فیلم و جوایز تلویزیونی (2007)[۲]